# Melampus luteus
Melampus luteus är en snäckart som först beskrevs av Jean René Constant Quoy och Joseph Paul Gaimard 1832.  Melampus luteus ingår i släktet Melampus och familjen dvärgsnäckor. Inga underarter finns listade i Catalogue of Life.